# Liste der Baudenkmäler in Pörnbach

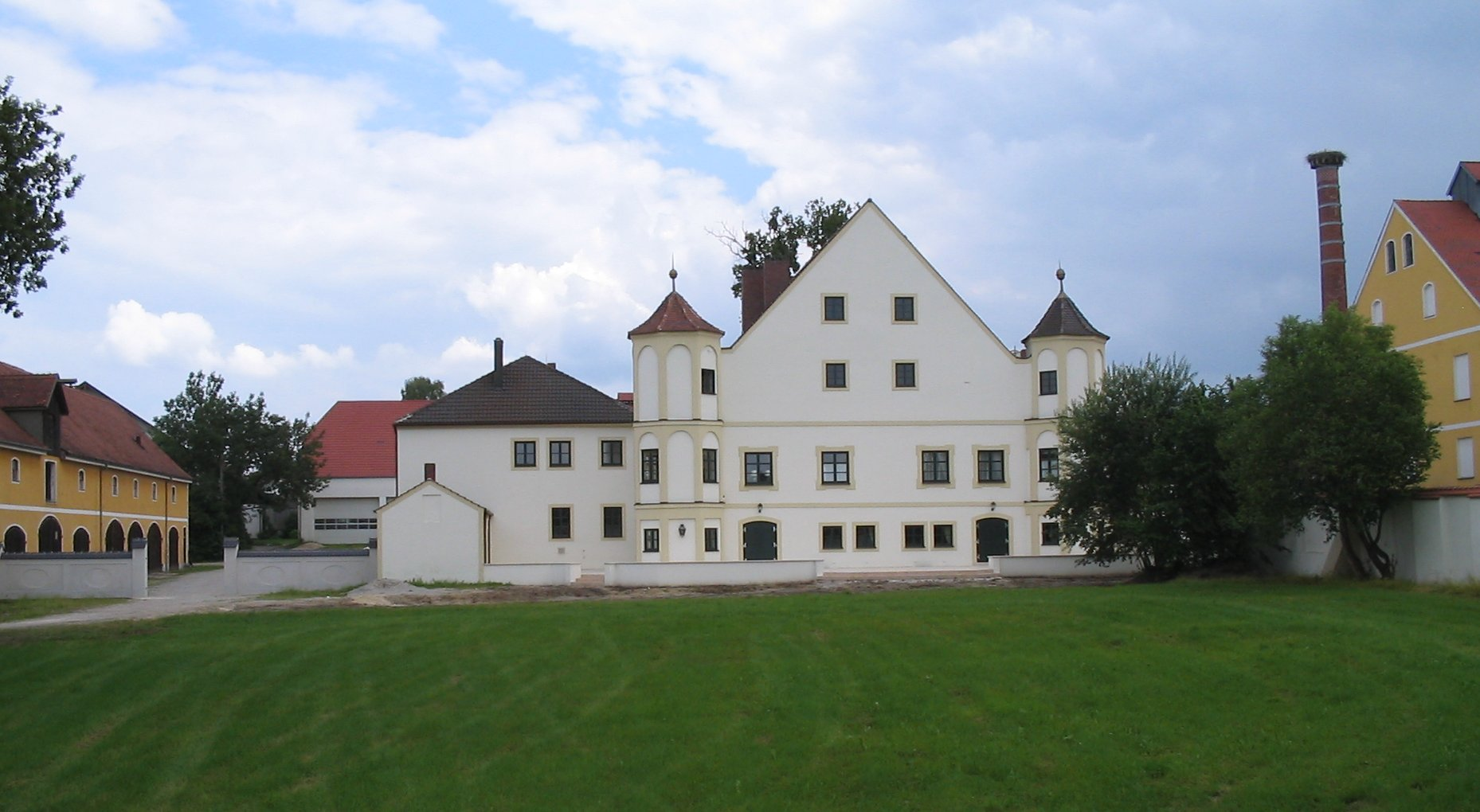
Schloss Pörnbach

Auf dieser Seite sind die Baudenkmäler in der oberbayerischen Gemeinde Pörnbach zusammengestellt. Diese Tabelle ist eine Teilliste der Liste der Baudenkmäler in Bayern. Grundlage ist die Bayerische Denkmalliste, die auf Basis des Bayerischen Denkmalschutzgesetzes vom 1. Oktober 1973 erstmals erstellt wurde und seither durch das Bayerische Landesamt für Denkmalpflege geführt wird. Die folgenden Angaben ersetzen nicht die rechtsverbindliche Auskunft der Denkmalschutzbehörde.

## Baudenkmäler nach Ortsteilen

### Pörnbach
| Lage                             | Objekt                                          | Beschreibung | Akten-Nr.    | Bild           |
| -------------------------------- | ----------------------------------------------- | --- | ------------ | -------------- |
| Ingolstädter Straße 1 (Standort) | Gasthaus                                        | zweigeschossiger Walmdachbau mit Putzlisenengliederung, Anfang 19. Jahrhundert | D-1-86-144-4 | Gasthaus       |
| Kirchplatz 6 (Standort)          | Katholische Pfarrkirche St. Johannes der Täufer | Saalkirche mit Steilsatteldach, eingezogenem Polygonalchor und südlichem Chorflankenturm mit steilen Treppengiebeln, flachgedecktes Langhaus mit Westempore und Chor mit Stichkappengewölbe, Chor und Turm spätgotisch, um 1485, Langhaus 1902; mit Ausstattung | D-1-86-144-1 | weitere Bilder |
| Kirchplatz 6 (Standort)          | Kapelle                                         | verputzter Satteldachbau, Ende 19. Jahrhundert; mit Ausstattung; an der südlichen Friedhofsmauer | D-1-86-144-2 | Kapelle        |
| Kirchplatz 8 (Standort)          | Pfarrhof                                        | Pfarrhaus, zweigeschossiger, traufseitiger Satteldachbau mit Bändergliederung, 1834; Pfarrstadel, traufseitiger, verputzter Massivbau mit Steilsatteldach und drei korbbogigen Toren, 18./19. Jahrhundert; Ehemaliges Stallgebäude, erdgeschossiger, traufseitiger Satteldachbau, wohl 1834 | D-1-86-144-5 | Pfarrhof       |
| Lindenstraße 10 (Standort)       | Bauernhaus                                      | erdgeschossiger, giebelständiger Greddachbau mit giebelseitigem Stüberlvorbau, 1. Hälfte 19. Jahrhundert | D-1-86-144-6 | Bauernhaus     |
| Schloßplatz 1 (Standort)         | Schloss                                         | breit gelagerter, giebelständiger und zweigeschossiger Steilsatteldachbau mit gartenseitigen polygonalen Eckerkertürmen, im Kern 1614/15, nach Zerstörung 1708 wiederhergestellt; Ehemaliges Wirtschaftsgebäude, langgestreckter, zweigeschossiger Satteldachbau, südlich abgewalmt, wohl 18./19. Jahrhundert; Ehemaliges Wirtschaftsgebäude, zweigeschossiger, traufseitiger Steilsatteldachbau, 18./19. Jahrhundert | D-1-86-144-3 | weitere Bilder |

### Puch
| Lage                      | Objekt                                      | Beschreibung | Akten-Nr.     | Bild           |
| ------------------------- | ------------------------------------------- | --- | ------------- | -------------- |
| Bergring 23 (Standort)    | Ehem. Bauernhof; Wohnhaus des Dreiseithofes | giebelständiger, eingeschossiger Satteldachbau mit Kniestock und Putzgliederung, bez. 1911; südlicher Stallstadel, Satteldachbau mit Kniestock, 2. Hälfte 19. Jh.                                                                                     | D-1-86-144-21 | BW             |
| Hauptstraße 15 (Standort) | Pfarrhaus                                   | zweigeschossiger, giebelständiger Steilsatteldachbau mit rustizierten Ecklisenen, 1732 | D-1-86-144-10 | Pfarrhaus      |
| Hauptstraße 16 (Standort) | Katholische Expositurkirche St. Martin      | Saalkirche mit Steilsatteldach, Polygonalchor und südlichem Chorflankenturm mit Spitzhelm, Chor und Langhaus mit stuckierten Flachdecken, Chor im Kern 15. Jahrhundert, Langhaus 1720, Langhauserweiterung 1854, Turmhelm um 1850/60; mit Ausstattung | D-1-86-144-9  | weitere Bilder |
| Kapellenweg (Standort)    | Loretokapelle                               | verputzter Satteldachbau mit dreiseitigem Schluss und Dachreiter mit Spitzhelm, 1868, 1893 umgebaut; mit Ausstattung; am Kalvarienberg | D-1-86-144-11 | BW             |

### Maushof
| Lage                    | Objekt                                 | Beschreibung | Akten-Nr.     | Bild |
| ----------------------- | -------------------------------------- | --- | ------------- | ---- |
| Maushof 3 (Standort)    | Forsthaus                              | zweigeschossiger, traufseitiger Satteldachbau mit geschnitztem Holzwerk in den Giebelfeldern, Zwerchgiebel und traufseitigem Eingangsvordach auf Säulen, bezeichnet 1829, Umbau bezeichnet 1905 | D-1-86-144-8  | BW   |
| Maushofallee (Standort) | Standbild des hl. Johannes von Nepomuk | Kalksteinfigur auf kreuzförmigem Volutensockel mit Löwenmasken, Kalkstein, bezeichnet 1763 | D-1-86-144-17 | BW   |

### Raitbach
| Lage                      | Objekt                              | Beschreibung | Akten-Nr.     | Bild                                |
| ------------------------- | ----------------------------------- | --- | ------------- | ----------------------------------- |
| Kirchstraße 7 (Standort)  | Katholische Filialkirche St. Erhard | hochragende Saalkirche mit Steilsatteldach, eingezogener Chorapsis mit Deutschem Band und aufgesetztem Turm mit oktonalem Obergeschoss und Zwiebelhaube, Langhaus mit Holzfelderdecke, im Kern spätromanisch, 14./frühes 15. Jahrhundert, Turmaufsatz und Umgestaltung um 1680; mit Ausstattung | D-1-86-144-12 | Katholische Filialkirche St. Erhard |
| Kirchstraße 10 (Standort) | Wohnteil eines Bauernhauses         | erdgeschossiger, traufseitiger Greddachbau, 1. Hälfte 19. Jahrhundert | D-1-86-144-14 | Wohnteil eines Bauernhauses         |
| Ortsstraße 33 (Standort)  | Bauernhaus                          | erdgeschossiger, giebelständiger Greddachbau mit zwei Haustafeln neben dem Eingang, bezeichnet 1893 | D-1-86-144-16 | Bauernhaus                          |

## Abgegangene Baudenkmäler
In diesem Abschnitt sind Objekte aufgeführt, die früher einmal in der Denkmalliste eingetragen waren, jetzt aber nicht mehr existieren, z. B. weil sie abgebrochen wurden. Aktennummern in diesem Abschnitt sind ehemalige, jetzt nicht mehr gültige Aktennummern.

| Lage                                       | Objekt                | Beschreibung | Akten-Nr.     | Bild                  |
| ------------------------------------------ | --------------------- | --- | ------------- | --------------------- |
| Pörnbach Regensburger Straße 13 (Standort) | Bauernhaus (Wohnteil) | eingeschossiges Greddachhaus, Mitte 19. Jahrhundert                                                                            | D-1-86-144-7  | Bauernhaus (Wohnteil) |
| Raitbach Kirchstraße 8 ()                  | Bauernhaus            | eingeschossig mit Greddach, Mitte 19. Jahrhundert; daneben Backhäusl, Ende 19. Jahrhundert                                     | D-1-86-144-13 |                       |
| Raitbach Ortsstraße 3 ()                   | Kleinbauernhaus       | Kleinbauernhaus mit Stüberlvorbau und Querstadel, 1. Hälfte 19. Jahrhundert; im Hof kleines Backofenhaus, Ende 19. Jahrhundert | D-1-86-144-15 |                       |